# 塞镇附近讷维尔
塞镇附近讷维尔（法語：Neuville-près-Sées，法語發音：[nøvil pʁɛ se] ⓘ）是法国奥恩省的一个旧市镇，属于阿朗松区。2016年，塞镇附近讷维尔与市镇沙尤埃和马尔穆耶合并为新的沙尤埃。

## 地理
塞镇附近讷维尔（48°38'51"N, 0°13'28"E）面积14.74 平方千米，位于法国诺曼底大区奧恩省，该省份为法国西北部内陆省份，北起顺时针与卡爾瓦多斯省、厄尔省、厄尔-卢瓦省、萨尔特省、马耶讷省和芒什省接壤。
与塞镇附近讷维尔接壤的市镇（或旧市镇、城区）包括：戈迪松、奥恩河畔欧努、沙尤埃、圣莱奥纳尔代帕尔克、塞镇。

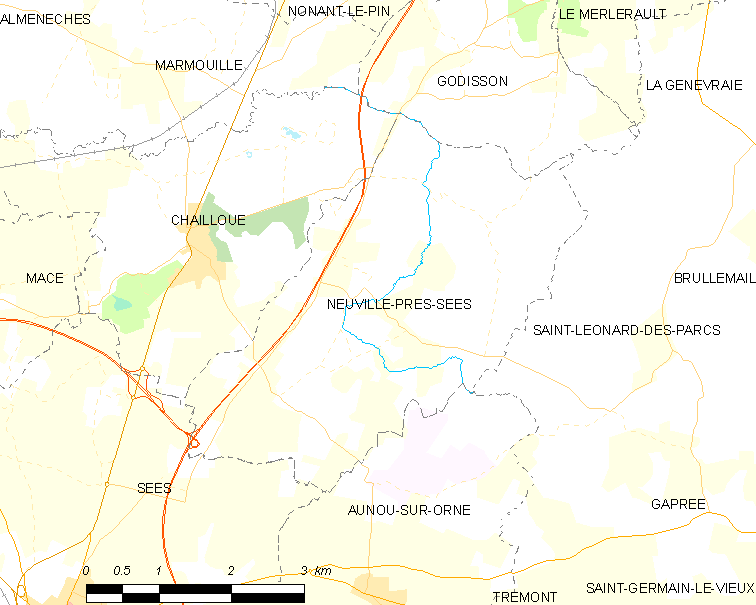
塞镇附近讷维尔的OSM定位图

塞镇附近讷维尔的时区为UTC+01:00、UTC+02:00（夏令时）。

## 行政
塞镇附近讷维尔的邮政编码为61500，INSEE市镇编码为61306。

## 政治
塞镇附近讷维尔所属的省级选区为塞镇县。

## 人口

1962-2008年间塞镇附近讷维尔人口变化图示

塞镇附近讷维尔于2018年1月1日时的人口数量为144人。